# Chủ nghĩa thực chứng
Chủ nghĩa thực chứng là một khuynh hướng nhận thức luận của triết học và xã hội học cho rằng phương pháp khoa học là cách thức tốt nhất để lý giải các sự kiện của tự nhiên, xã hội và con người. Chủ nghĩa thực chứng đã trở thành một chủ đề thường xuyên trong lịch sử tư tưởng phương Tây từ thời Hy Lạp cổ đại cho tới thời hiện đại và đã xuất hiện trong cuốn "Sách về quang học" của Ibn al-Haytham thế kỷ 11, khái niệm này được phát triển ở đầu thế kỷ 19 bởi nhà triết học và xã hội học người Pháp, Auguste Comte.

## Khái quát
Chủ nghĩa thực chứng khẳng định rằng tri thức xác thực bắt nguồn từ sự kiểm nghiệm thực chứng. Là một khuynh hướng triết học bắt nguồn từ các nhà tư tưởng thời kỳ Khai sáng như Henri de Saint-Simon và Pierre-Simon Laplace, Auguste Comte nhìn nhận phương pháp khoa học chính là sự thay thế cho siêu hình học trong lịch sử tư tưởng, chứng kiến sự độc lập quay vòng của lý thuyết và sự quan sát trong khoa học. Émile Durkheim coi chủ nghĩa thực chứng xã hội học là nền tảng cho nghiên cứu xã hội. Vào đầu thế kỷ 20, một loạt các nhà xã hội học Đức, bao gồm Max Weber và Georg Simmel, đã phản đối học thuyết này và lập nên trường phái phản thực chứng trong xã hội học.
Vào đầu thế kỷ 20, chủ nghĩa thực chứng logic, một sự kế thừa lý thuyết cơ bản của Comte nhưng là một phong trào độc lập - đã nổi lên ở Viên và đã trở thành một trong những trường phái tư tưởng thống trị trong triết học Anh-Mỹ và triết học phân tích. Những nhà theo chủ nghĩa thực chứng logic bác bỏ sự ước đoán mang tính siêu hình học và cho rằng chân lý phải được giải nghĩa bằng kinh nghiệm logic, phân tích logic. Sự phê phán khuynh hướng này của các nhà triết học như Karl Popper và Thomas Kuhn đã dẫn đến sự phát triển của chủ nghĩa hậu thực chứng.